# ヘンリー郡 (イリノイ州)
ヘンリー郡（英: Henry County）は、アメリカ合衆国イリノイ州の西部に位置する郡である。2010年国勢調査での人口は50,486人であり、2000年の51,020人から1.0％減少した。郡庁所在地はケンブリッジ村（人口2,160人）であり、同郡で人口最大の都市はケワニー市（人口12,916人）である。
ヘンリー郡はダベンポート・ロックアイランド・モリーン大都市圏（クアッドシティーズ）を構成する4郡の1つである。

## 歴史
ヘンリー郡は1826年にフルトン郡から分離して設立された。郡名はアメリカ独立戦争の扇動者であり、個人の権利を主張したパトリック・ヘンリーに因んで名付けられた。ヘンリーの言葉として「自由を与えよ。然らずんば死を」が有名である。

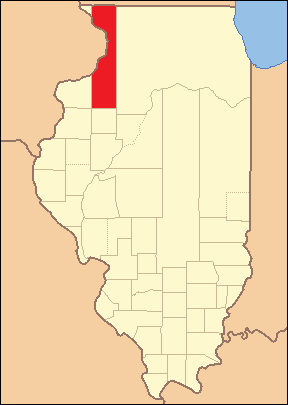
1827年創設時の郡領域
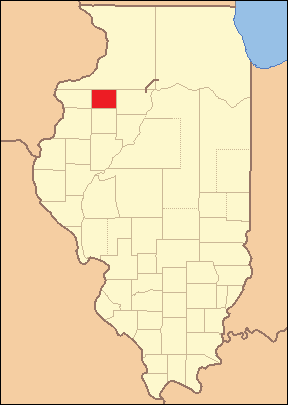
1827年から1831年
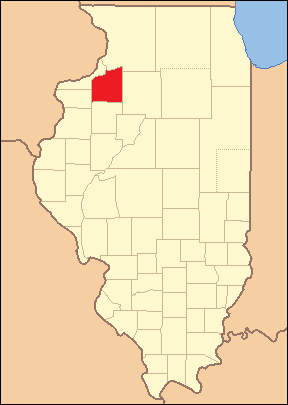
Henry between 1831年から1836年
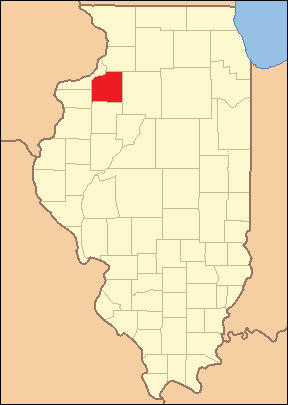
ホワイトサイド郡が創設された1836年から現在

## 地理
アメリカ合衆国国勢調査局に拠れば、郡域全面積は825.64平方マイル (2,138.4 km2)であり、このうち陸地822.98平方マイル (2,131.5 km2)、水域は2.66平方マイル (6.9 km2)で水域率は0.32％である。イリノイ州では面積で第29位である。土地はほとんどへ痛んであり、標高は北西部の650フィート (198 m) から南東部の850フィート (259 m) まで変化している。土地面積の86.7％にあたる456,596エーカー (1,847.78 km2) が農地である。

### 主要高規格道路
| - 州間高速道路74号線 - 州間高速道路80号線 - 州間高速道路280号線 - アメリカ国道6号線 - アメリカ国道34号線 | - イリノイ州道17号線 - イリノイ州道84号線 - イリノイ州道78号線 - イリノイ州道81号線 - イリノイ州道82号線 - イリノイ州道92号線 - イリノイ州道93号線 - イリノイ州道229号線 |

### 隣接する郡
- ホワイトサイド郡 - 北東
- ビュロー郡 - 東
- スターク郡 - 南東
- ノックス郡 - 南
- マーサー郡 - 西
- ロックアイランド郡 - 北西

## 気候と気象
近年、郡庁所在地であるケンブリッジ村の平均気温は1月の13°F (-11 ℃) から7月の86°F (30 ℃) まで変化している。過去最低気温は1996年2月に記録された-24°F (-31 ℃) であり、過去最高気温は1983年7月に記録された103°F (39 ℃) である。月間降水量は2月の1.52インチ (39 mm) から6月の4.32インチ (110 mm) まで変化している。

## 人口動態

2000人口ピラミッド

以下は2000年国勢調査による人口統計データである。
| 基礎データ - 人口: 51,020人 - 世帯数: 20,056 世帯 - 家族数: 14,299 家族 - 人口密度: 24人/km2（62人/mi2） - 住居数: 21,270軒 - 住居密度: 10軒/km2（26軒/mi2） 人種別人口構成 - 白人: 96.19% - アフリカン・アメリカン: 0.2% - ネイティブ・アメリカン: 0.10% - アジア人: 0.25% - 太平洋諸島系: 0.01% - その他の人種: 1.31% - 混血: 0.99% - ヒスパニック・ラテン系: 2.88% 先祖による構成 - ドイツ系：24.6％ - スウェーデン系：12.4％ - アメリカ人：11.6％ - イギリス系：9.7％ - アイルランド系：9.0％ - ベルギー系：8.2％ 言語による構成 - 英語：96.7％ - スペイン語：2.5％ | 年齢別人口構成 - 18歳未満: 25.3% - 18-24歳: 7.7% - 25-44歳: 26.4% - 45-64歳: 24.3% - 65歳以上: 16.3% - 年齢の中央値: 39歳 - 性比（女性100人あたり男性の人口） - 総人口: 96.1 - 18歳以上: 92.5 世帯と家族（対世帯数） - 18歳未満の子供がいる: 31.8% - 結婚・同居している夫婦: 60.0% - 未婚・離婚・死別女性が世帯主: 8.0% - 非家族世帯: 28.7% - 単身世帯: 25.1% - 65歳以上の老人1人暮らし: 13.2% - 平均構成人数 - 世帯: 2.51人 - 家族: 3.00人 収入と家計 - 収入の中央値 - 世帯: 39,854米ドル - 家族: 48,413米ドル - 性別 - 男性: 34,436米ドル - 女性: 261,757米ドル - 人口1人あたり収入: 18,716米ドル - 貧困線以下 - 対人口: 8.0% - 対家族数: 5.6% - 18歳未満: 10.5% - 65歳以上: 6.6% |

## 郡区
ヘンリー郡は下記24の郡区に分割されている。
| - アルバ - アンドーバー - アナワン - アトキンソン - バーンズ - ケンブリッジ | - クローバー - コロナ - コーンウォール - エドフォード - ガルバ - ジェネセオ | - ハンナ - ケワニー - ロレーン - リン - マンソン - オスコ | - オックスフォード - フェニックス - ウェラー - ウェスタン - ウェザーズフィールド - ヨークタウン |

## 都市と町
| - ケンブリッジ - 郡庁所在地 - アルファ - アンドーバー - アナワン - アトキンソン - ビショップヒル - クリーブランド - コールバレー（部分） | - コロナ - ガルバ - ジェネセオ - フープポール - ケワニー - オリオン - ウッドハル |

## 国勢調査指定地域
- フェアバンク
- グリーンロック
- リンセンター
- ネコマ
- オフェイム
- オスコ
- サニーヒル
- サニーヒルエステイツ
- スウェドナ
- ウラー
- ワーナー